# Taksim Spor Kulübü
Il Taksim Spor Kulübü è una società calcistica con sede a Istanbul in Turchia.
Fondato nel 1940, il club milita nella Bölgesel Amatör Lig.
Il club ha militato nella seconda serie turca nella stagione 1967-1968.

## Statistiche
- TFF 1. Lig: 1967-1968
- TFF 2. Lig: 1968-1974
- Bölgesel Amatör Lig: 1956-1967, 1974-